# Мехтхилд фон Вюртемберг
Мехтхилд фон Вюртемберг (на немски: Mechthild von der Pfalz, * сл. 1436, † 6 юни 1495, дворец Ротенбург, Ротенбург на Фулда) от Дом Вюртемберг, е графиня от Графство Вюртемберг и чрез женитба ландграфиня на Долен Хесен.

## Биография
Тя е дъщеря на граф Лудвиг I от Вюртемберг (1412 – 1450) и пфалцграфиня Мехтхилд фон Пфалц (1419 – 1482), дъщеря на курфюрст Лудвиг III от Пфалц и втората му съпруга принцеса Матилда Савойска (1390 – 1438) от Савоя-Ахея.
Баща ѝ умира от чума през 1450 г. Майка ѝ се омъжва на 10 август 1452 г. втори път за Албрехт VI (1418 – 1463), ерцхерцог на Австрия и става ерцхерцогиня на Австрия.
Мехтхилд се омъжва на 1 септември 1454 г. за Лудвиг II Великодушния (1438 – 1471) от Дом Хесен, ландграф на Долен Хесен. Тяхната резиденция е в Касел. През 1470 г. Лудвиг построява дворец Ротенбург на левия бряг на река Фулда, преобразува замъка в Цигенхайн на дворец и умира неочаквано в замък Райхенбах.
Мехтхилд умира на 6 юни 1495 г. в дворец Ротенбург в Ротенбург на Фулда и е погребана до нейния съпруг в Марбург.

## Деца
Мехтхилд и Лудвиг II фон Хесен имат четири деца:
- Анна (1455 – 1458), сгодена на три години с Адолф III фон Насау-Висбаден-Идщайн (1443 – 1511), но умира малко след това
- Елизабет (умира млада), сгодена след сестра си с Адолф III фон Насау-Висбаден-Идщайн
- Вилхелм I „Стария“ (1466 – 1515), 1493 г. се отказва от управлението
- Вилхелм II „Средния“ (1469 – 1509), ландграф на Хесен, жени се 1497 г. за Йоланда от Лотарингия († 1500)